# シアン化アリル
シアン化アリルは、化学式 CH2CHCH2CN で表される有機化合物である。他の小分子量のニトリルと同じように無色で有機溶媒に溶ける。シアン化アリルは、摂食阻害物質として自然環境で生成される。また、一部のポリマーでは架橋剤として使用される。

## 合成
シアン化アリルは、酢酸アリルとシアン化水素の反応で得られる。
実験室的合成ルートは、臭化アリルをシアン化銅(I)で処理する方法である。
CH2=CHCH2Br + CuCN → CH2=CHCH2CN + CuBr
この反応には、他のハロゲン化アリルを使用できる。1871年にA.RinneとB.Tollensがヨウ化アリルを使用して反応を行った。ヨウ化物は、臭化物に比べて脱離基として優れているので、収率が向上する
。

## 自然環境における生成
シアン化アリルは、1863年に H. Willと W. Koernerによって発見され、この化合物がマスタードオイル中に存在することを発見した。シアン化アリルの最初の合成は、1864年に A. Clausによって報告された。 
シアン化アリルは、アブラナ科の野菜 (cruciferous vegetables) 中でミロシナーゼ (Myrosinase) により生成される。ミロシナーゼは、グルコシノレートを加水分解してニトリルなどの生成物を生成する酵素である。ミロシナーゼは pHの影響を受けて l-アスコルビン酸（ビタミン C）によって活性化され、傷んだキャベツの葉ではより高いミロシナーゼ活性が示されているが、調理するとその活性は低下するが、グルコシノレートは腸内のミクロフローラによりシアン化アリルに変換される。キャベツ、ブロッコリー、カリフラワー、もやしなどのアブラナ科の野菜はヒトの食事の一部であるため、シアン化アリルは通常経口摂取される。食事に含まれるシアン化アリルの通常の投与量は、動物実験で使用される投与量よりもはるかに少ないことが示されている。行動への影響があるレベルは、1日あたり 500μg/kg 体重が示されているが、1日あたりのヒトの摂取量は 0.12μg/kg である。摂取量と反応の関係はまだ研究されていないが、したがって、野菜から摂取した場合、シアン化アリルは神経毒性物質としての効力を持たないと考えられている。

## 応用
シアン化アリルは、リチウム電池のグラファイトアノード用の炭酸プロピレンベースの電解質の添加剤として使用され、フィルム形成によるアノードの剥離を防ぐ。 根底にあるメカニズムは、還元重合 (reductive polymerization) メカニズムであると考えられている。

## 神経毒性
ラットで行われた研究は、シアン化アリルが聴覚系の有毛細胞の喪失と角膜のトラブルを引き起こすことを示した。同じ研究はまた、ラットの飼育活動がシアン化アリルの経口摂取によって減少したことを示した。これらの神経毒性症状は、2-ブテンニトリルや　3,3'-イミノプロピオニトリルなどの他の脂肪族モノニトリルと共通している。シアン化アリルは、軸索の腫れを引き起こすことも示された。マウスで行われた研究は、シアン化アリルの単回投与（かなり高いが）が永続的な行動変化を引き起こす可能性があることを示した。これらの変化には、頭のけいれん、自発運動の増加、および旋回が含まれる。これらのマウスはさらに神経収縮に苦しんでいて、おそらく細胞死につながることが示された。ヒツジはラットよりもシアン化アリルの毒性作用に対してはるかに耐性がある。 研究によると、この解毒はルーメン (反芻胃) の前消化によるものである。 

## 毒物動力学
シアン化アリルは、肝臓でシトクロム P-450酵素系（主に CYP2E1）によってシアン化物に代謝されることが知られている。ラットにおけるシアン化アリルの吸収と分布は非常に速い。シアン化アリルの最高濃度は、胃が経口投与後の主要な吸収部位であるという事実のために、胃組織および胃内容物で測定された。次に高い濃度レベルは骨髄にあり、投与後 0から 3時間で濃度のピークが見られた。肝臓、腎臓、脾臓、肺も 48時間にわたってシアン化アリルを蓄積した。腎臓の最高濃度は、投与後 3から 6時間の間に観察された。この観察結果は、シアン化アリルの急速な消滅を示している。解毒の主な経路は、シアン化物からチオシアン酸塩への変換である。排泄の主な経路は、尿と呼気である。
セロトニンとドーパミンのシステムは、シアン化アリルによって引き起こされる行動異常に関与していると考えられている。セロトニンおよびドーパミン拮抗薬による治療は、行動異常の減少を引き起こした。運動失調、震え、けいれん、下痢、唾液分泌、流涙および不規則な呼吸は、シアン化アリルの経口摂取によって引き起こされる既知の作用である。    